# 桂墨头鱼属
桂墨头鱼属（学名：Guigarra ）是鲤科下的一个属。

## 下属物种
本属包括以下物种：
- 才劳桂墨头鱼 Guigarra cailaoensis Wang, Chen & Zheng, 2022，采集于广西壮族自治区河池市凤山县凤城镇才劳村[2]